# Diclofenaco
O diclofenaco é um anti-inflamatório não-esteroide (AINE) com ação sobretudo analgésica e anti-inflamatória e com pouca ação antipirética. Apresenta-se nas formas químicas de sal sódico, sal potássico, e de complexo com colestiramina (uma resina de troca iônica).
Nomes comerciais: Cambia®, Cataflam®, Diclac®, Diclo P®, Voltaren®, Zorvolex®, Zipsor® entre outros.

## Breve histórico
Na década de 60, o diclofenaco sódico foi fabricado, objetivando a obtenção de um anti-inflamatório não esteroide que proporcionasse uma eficiente atividade e alta tolerância. Foi primeiro introduzido no mercado japonês em 1974, pela Geigy Pharmaceuticals, sob o nome comercial Voltaren®.  A partir disso, seu uso foi difundido para mais de 120 países e, no ano de 1986, aproximadamente 150 milhões de pacientes em todo o mundo já utilizavam esta terapia. Este, apesar de sua larga utilização, só foi aprovado em julho de 1988, pelo órgão regulador americano Food and Drug Administration – FDA.

## Mecanismo de ação
As drogas no modelo AINE/AINH (Anti-inflamatório não-esteroide) são largamente utilizadas em clínicas. Apesar de seu vago aproveitamento, estes compostos não são completamente conhecidos. Sua ação principal consiste em inibir a síntese de Prostaglandinas, fato importante no fenômeno da inflamação.
O diclofenaco sódico é um medicamento derivado do ácido fenilacético, que similarmente aos outros fármacos AINE, agem principalmente inibindo a via ciclo-oxigenas, produtora das prostaglandinas, a qual participa de ações fisiológicas, como a produção de muco gástrico e inibição da secreção ácida no estômago, além de outros derivados. Consequentemente, a inibição das prostaglandinas pode causar um quadro de úlcera gástrica.
Há, no mínimo, dois tipos de cicloxigenases que divergem em suas funcionalidades fisiológicas:  a Cicloxigenase-1 (COX-1) conhecida também por fisiológica ou constituinte e a cicloxigenase-2 (COX-2), conhecida também como COX patológica. Há, então, a quebra do ácido araquidônico pela COX-1, levando à formação de prostaglandinas (PGs), que se associam com respostas fisiológicas renais, gastrintestinais e vasculares, enquanto a ruptura realizada pela COX-2 leva a produção de PGs que estão presentes no desenvolvimento de processos inflamatórios.
A maioria dos AINE’s/AINHs não possui seletividade em relação a COX-1 e COX-2, e a maior parte dos efeitos colaterais decorrem da inibição da COX 1, sendo essa inibição a responsável por prejudicar as funções fisiológicas das PGs sobre o estômago, intestinos, rins e plaquetas.
Observado a diversidade de formas farmacêuticas disponíveis, os itens comercializados podem diferenciar-se quanto à durabilidade da ação e, consequentemente, variando, também, a dose e a  estrutura posológica para cada item.
A posologia deve ser individualizada, não só para o diclofenaco, como para todos os anti-inflamatórios não esteroidais, para minimizar risco de eventos adversos.
A Tolerabilidade deste é considerada boa, sendo raros os casos de efeitos colaterais graves.

## Indicações
Este medicamento está indicado para o tratamento de:
- Formas degenerativas e inflamatórias de reumatismo: artrite reumatoide;
- Espondilite anquilosante (doença crônica inflamatória que afeta as juntas entre as vértebras da espinha e as juntas entre a espinha e o pélvis);
- Osteoartrose (doença da articulação, degenerativa, que causa desgaste das articulações) e espondilartrite (inflamação das articulações intervertebrais);
- Síndromes dolorosas da coluna vertebral;
- Reumatismo não-articular;
- Dores pós-traumáticas e pós-operatórias, inflamação e edema, como por exemplo, após cirurgias dentárias ou ortopédicas;
- Condições inflamatórias e/ou dolorosas em ginecologia, como por exemplo dismenorreia primária (dor pélvica que se origina de cólicas uterinas durante o período menstrual) ou anexite (inflamação de ovários e trompas).

Dessa forma, as diferentes indicações das formas sódica e potássica do diclofenaco, se devem somente à tecnologia farmacêutica (forma de liberação do fármaco) empregada:
- Forma de liberação imediata: É basicamente utilizado como analgésico, pois o comprimido sofre desintegração e dissolução do fármaco no estômago, produzindo início de ação mais rápido e maior pico de concentração plasmática;
- Forma de liberação retardada ou prolongada: é empregada, principalmente, em processos inflamatórios e uso prolongado, pois, o comprimido libera o fármaco de forma mais lenta, produzindo ação prolongada e menor pico de concentração plasmática.

## Resultado de eficácia
Foram feitos diversos estudos para medir a eficácia deste fármaco. Síndromes dolorosas da coluna, por exemplo, quando tratadas com diclofenaco, têm sua intensidade reduzida, demonstrado em estudo multicêntrico entre 227 pacientes.
Foi observado eficácia em condições ginecológicas dolorosas, principalmente dismenorreia, sendo percebidos alívio dos sintomas após administração deste entre 75 e 150 mg diários.
Foram avaliadas mais 414 pacientes com distúrbios reumáticos em atividade de comprimidos de 100 mg de diclofenaco de liberação lenta. Nestes, observou-se resposta positiva em 89,4% destes pacientes no 10ª dia de tratamento e de 94,7% no 20ª dia.
Em outro estudo, 91% dos pacientes com cólica renal aguda, testados com a administração de 75 mg do medicamento, sentiram melhoras após o uso do medicamento. Esse alívio foi observado até 3 horas após a administração.

## Contra-indicações
É contraindicado nos casos de: úlcera de estômago e de intestino ou de alergia ao diclofenaco ou outros anti-inflamatórios similares ou a outros componentes da fórmula (como ao aspartamo em caso de pacientes com fenilcetonuria).
Não é indicado para pacientes que têm gastrite, crise de asma, urticária e rinite aguda. Não tomar junto com ácido acetilsalicílico (aspirina) ou com outros medicamentos com atividade inibidora da prostaglandina sintetase (AINEs típicos).
Algumas precauções devem ser tomadas antes de iniciar o tratamento caso tenha problemas de estômago e intestino, suspeita de úlcera gástrica ou duodenal, colite ulcerativa (doença crônica causada pela ulceração do cólon e do reto), doença de Crohn (inflamação crônica subaguda que envolve o íleo terminal), doença grave do fígado, doença dos rins ou do coração ou se for paciente idoso.
Altas doses de diclofenaco, ou baixas doses por períodos prolongados aumenta o risco de ataque cardíaco, especialmente em pessoas com colesterol LDL alto ou fumantes.

## Efeitos colaterais
Os efeitos colaterais mais comuns são:
- Cansaço
- Coceira
- Diarreia ou constipação
- Dor de cabeça
- Flatulência
- Tontura
- Zumbido no ouvido

Pode causar sonolência e fadiga em altas doses.

## Toxicidade aguda
Em caso de sobredosagem não há um quadro clínico típico, mas é comum verificarem-se vómitos, diarreia, convulsões e em casos mais graves coma. No entanto, com a devida atuação a probabilidade de recuperação sem nenhuma sequela é quase certa. Apesar de não haver antídoto, a nível hospitalar pode-se administrar carvão ativado ou fazer-se lavagem gástrica, para impedir a absorção do diclofenaco.
Existem vários casos clínicos reportados de intoxicação por diclofenaco, sendo que a grande maioria são tentativas de suicídio, cujo desfecho passa pela morte ou pela recuperação, no caso de ocorrer uma atuação rápida e tratamento adequado.
É ainda importante referir que a maioria dos casos de intoxicação apenas por diclofenaco possuem um desfecho positivo, com raros efeitos adversos graves como efeitos adversos gastrointestinais, renais, cardíacos e vasculares e também uma inibição reversível da função plaquetária (de acordo com a meia-vida plasmática).

## Toxicidade crônica
Os efeitos mais graves desenvolvem-se por doses excessivas e longos períodos de toma do diclofenaco.
Sabe-se que em altas doses e períodos prolongados, o diclofenaco está associado a:
- Aumento de eventos cerebrovasculares (AVC)
- Aumento do risco de insuficiência cardíaca congestiva e enfarte do miocárdio
- Aumento da probabilidade de se desenvolverem úlceras e hemorragias gastrointestinais
- Nefrotoxicidade
- Doenças hepáticas

## Toxicidade cardíaca
Atualmente existem algumas preocupações relativas ao uso do diclofenaco e aos efeitos cardiovasculares que pode provocar.
Como o diclofenaco inibe a síntese de tromboxano A2 (TXA2 - vasoconstritor e estimulador da agregação plaquetária modulada pela COX-1) e de prostaglandina I2 (PGI2 - vasodilatador e inibidor da função plaquetária modulada pela COX-2), faz com que o TXA2 aumente a retenção de fluídos, a pressão arterial e o remodelling cardiovascular, enquanto que a PGI2 vai facilitar a excreção de fluidos e diminuir a pressão arterial. Assim, quanto maior for a inibição da COX-2 e menor a inibição da COX-1, maior será o risco trombótico relacionado com os AINEs, neste caso, com o diclofenaco.
O normal funcionamento do sistema cardiovascular requer um equilíbrio entre o tromboxano e a prostaglandina. No entanto, o diclofenaco vai provocar um desequilíbrio, provocando toxicidade e aumentando o risco cardiovascular.
Para pessoas com doença cardiovascular preexistente ou risco cardiovascular aumentado, os AINEs são ainda mais prejudiciais, estando relacionados não só com o aumento da pressão arterial, mas também com a diminuição das prostaglandinas. Assim, o diclofenaco pode provocar insuficiência cardíaca congestiva, enfarte do miocárdio ou mesmo acidente vascular cerebral (AVC).

## Toxicidade hepática
O diclofenaco está associado a toxicidade hepática ocasional, que pode ser explicada pela existência de uma reação adversa idiossincrática, uma vez que ocorre a formação de metabolitos tóxicos e/ou intermediários reativos capazes de se ligarem a proteínas dos hepatócitos, desencadeando, presumivelmente, uma resposta alérgica.
O mecanismo desta toxicidade é complexo e multifactorial pelo que não está totalmente descrito. No entanto, pode estar relacionado com reações imunológicas e não imunológicas, como a formação de metabolitos reativos ou devido ao contributo de vários mecanismos metabólicos e farmacológicos.
A inibição das duas isoformas da COX pode levar a uma diminuição do efeito citoprotetor das prostaglandinas e levar a uma bioativação oxidativa ou à formação de conjugados com a glutationa. Das duas vias de formação de metabolitos reativos descritas, uma envolve o acil-glucuronídeo reativo e a outra a CYP dependente de oxidação que forma como intermediários quinona-iminas. Os metabolitos reativos formam aductos com proteínas que se acumulam nos hepatócitos e, posteriormente, desencadeiam uma cascata de eventos biológicos (possivelmente imunológicos) que podem levar a lesões hepáticas.

## Conservação incorreta do medicamento
Grande parte da população não possui esclarecimentos sobre a forma correta de acondicionamento, que normalmente são realizados em locais inadequados, o que, consequentemente, aumenta ainda mais os riscos de contaminação, pois este fator pode alterar as propriedades físico-químicas das substâncias, podendo, dessa forma, diminuir sua ação e reduzir os efeitos, além de, possivelmente, originar metabólitos tóxicos. 

## Diversidade química na indústria
Diclofenaco sódico e diclofenaco potássico não divergem significativamente na forma farmacodinâmica e farmacocinética.
No Brasil, existem cerca de cinquenta e três especialidades farmacêuticas que contém diclofenaco sódico na forma farmacêutica sólida gastro-resistente.

## Descarte inadequado e contaminação
Este fármaco, que faz parte do grupo de compostos que apresentam atividade farmacológica, está dentro do contexto de poluentes emergentes. Graças à sua utilização em grande escala e da quase ineficiência dos sistemas comuns de tratamento de esgoto, estes podem contaminar águas superficiais e subterrâneas, provocando, assim, diversos efeitos prejudiciais de caráter ambiental e também na saúde pública.  Em geral, esses resultados são decorrentes da descarga de resíduos industriais e lixiviados de aterros sanitários; também através do uso veterinário e excreções metabólicas de pacientes em tratamento médico. De qualquer forma, a presença deste e de outros fármacos vêm sendo relatadas comumente em resíduos de esgoto e em águas naturais. 

## Veterinária
Este fármaco é extensamente utilizado nos seres humanos e animais com o propósito de alívio de condições dolorosas e inflamatórias agudas e crônicas. Há também o risco de intoxicação, causado tanto pela falta de cuidado no armazenamento, sendo, assim, de fácil acesso pelos animais de estimação, quanto pela má utilização destes remédios, de forma a aplicá-los sem consulta veterinária, tendo risco de utilizá-lo em superdosagem.  Há também o risco de se utilizar medicação humana em animais, sem levar em conta as diferenças metabólicas dos mesmos.
Como primeiros sinais de intoxicação medicamentosa, pode-se citar:
- Salivação excessiva;
- Diarreia;
- Vômitos;
- Sono intenso e exagerado;
- Mobilidade trôpega;
- Tremores;
- Crises Convulsivas;

Em caso de ingestão de algo, é indicado que o animal seja levado ao Médico Veterinário antes do surgimento destes sintomas.
Não é aconselhado que o mesmo remédio, que fora empregado anteriormente em um animal, seja empregado em outro, sem antes consultar um profissional da área.
O diclofenaco pode ser usado para tratar gado bovino. O problema é que o fármaco permanece no organismo dos animais durante algum tempo após a morte e é altamente tóxico para os abutres, que se alimentam das carcaças deixadas ao ar livre. Dois dias depois de ingerirem carne contaminada, as aves morrem de falência renal.
Na Índia, entre 1992 e 2007, as populações de três espécies asiáticas – grifo-bengalense (Gyps bengalensis), grifo-indiano (Gyps indicus) e grifo-de-bico-fino (Gyps tenuirostris) – diminuíram entre 97,5% a 99,9%.
A administração desse medicamento pode causar diversos tipos de danos à mucosa estomacal, intestinal, renal e hepatotoxicidade. Este pode apresentar vômitos contendo sangue, além de diarreia escura, anorexia e prostração, além de outros agravantes.   Sendo assim seu uso é contra indicado para animais de pequeno porte. As únicas formas farmacológicas que podem ser empregados em cães e gatos são o colírio e a pomada, ressaltando-se, ainda, a importância da prévia consulta ao veterinário.
Em clínicas, nestes casos de intoxicação, o animal é antes estabilizado e, se for necessário, deverá ser submetido a uma lavagem gástrica e desintoxicação através de fármacos e antídotos.